# Microrregión del Arari
La microrregión del Arari es una de las microrregiones del estado brasileño del Pará perteneciente a la mesorregión Marajó. Su población fue estimada en 2006 por el IBGE en 127.950 habitantes y está dividida en siete municipios. Posee un área total de 28.948,830 km². El nombre viene del Río Arari.

## Municipios
- Cachoeira do Arari
- Chaves
- Muaná
- Ponta de Pedras
- Salvaterra
- Santa Cruz do Arari
- Soure

- Datos: Q2490861